# Acanthopsyche carayoni
Acanthopsyche carayoni is een vlinder van de familie van de zakjesdragers (Psychidae), van de onderfamilie van de Oiketicinae. De wetenschappelijke naam van deze soort is voor het eerst voorgesteld door Jean Bourgogne in een publicatie uit 1986.
De soort komt voor in Saudi-Arabië.